# Jacques Alexandre François Allix de Vaux
Jacques Alexandre François Allix de Vaux, (1768 - 1836), conte de Freudenthal, a fost un general francez al perioadei napoleoniene. Artilerist de formație, se remarcă în cadrul războaielor revoluționare și devine general de brigadă în 1796. Director de artilerie în Santo Domingo, este acuzat de deturnare de fonduri, fapt ce îi afectează cariera. Din 1804 este în serviciul regelui Westfaliei, participând la campania din 1809, apoi la cele din 1812 și 1813, înainte de a reintra în serviciul Franței pentru campania din 1814. Se raliază Împăratului în 1815, este apoi încarcerat de Restaurația franceză și i se permite să se retragă în Westfalia, revenind în Franța în 1818, dar nu este reintegrat în armată decât în 1831.